# Procampta rara
Procampta rara är en fjärilsart som beskrevs av Holland 1892. Procampta rara ingår i släktet Procampta och familjen tjockhuvuden. Inga underarter finns listade i Catalogue of Life.